# Ведель
Ведель (нім. Wedel) — місто в Німеччині, розташоване в землі Шлезвіг-Гольштейн. Входить до складу району Піннеберг.
Площа — 33,82 км2. Населення становить 33 935 ос. (станом на 31 грудня 2020).